# Złota Maska (film)
Złota Maska – polski film fabularny z 1939 roku. Ekranizacja dwóch powieści Tadeusza Dołęgi-Mostowicza Złota Maska oraz Wysokie Progi z 1935 opowiadająca o losach Magdy Nieczajówny.

## O filmie
Film nakręcono w 1939 roku, jesienią miała odbyć się premiera, jednak ostatnią fazę produkcji przerwała wojna. Montaż ukończono podczas okupacji, film wszedł na ekrany 14 września 1940 roku w Krakowie (Generalne Gubernatorstwo).
Po wojnie został przemontowany (cenzura wycięła sceny z udziałem Igo Syma, zmieniono czołówkę).

## Obsada
- Lidia Wysocka – Magda Nieczajówna
- Aleksander Żabczyński – Ksawery Runicki
- Władysław Walter – Nieczaj, ojciec Magdy i Adeli
- Mieczysława Ćwiklińska – Runicka, matka Ksawerego
- Maria Buchwald – Adela Nieczajówna
- Irena Wasiutyńska – Mira Borychowska
- Stefan Hnydziński – Biesiadowski
- Józef Orwid – wuj Zaklesiński
- Jerzy Kobusz – czeladnik Kamionka
- Zofia Wilczyńska – pokojówka
- Leszek Pośpiełowski – hrabia Gucio
- Andrzej Bogucki – baron Wolski
- Aleksander Bogusiński – lokaj Jan
- Feliks Żukowski – rządca Pieczynga
- Janina Krzymuska – Polkowska
- Helena Zarembina – kumoszka
- Wanda Orzechowska – Karnicka
- Jadwiga Zaklicka – przyjaciółka Miry
- Igo Sym – architekt Raszewski